# 中華民國—古巴關係
中華民國與古巴共和國於1913—1960年有正式外交關係，因古巴共產革命推翻親美舊政府導致斷交後，新政府便與中華民國關係極不友好。古巴亦是第一个与中华人民共和国建交，并与中华民国断交的美洲国家。目前沒有在對方首都互設具大使館功能的代表機構，對古巴的相關事務由駐哥倫比亞臺北商務辦事處兼轄。

## 政治

### 外交

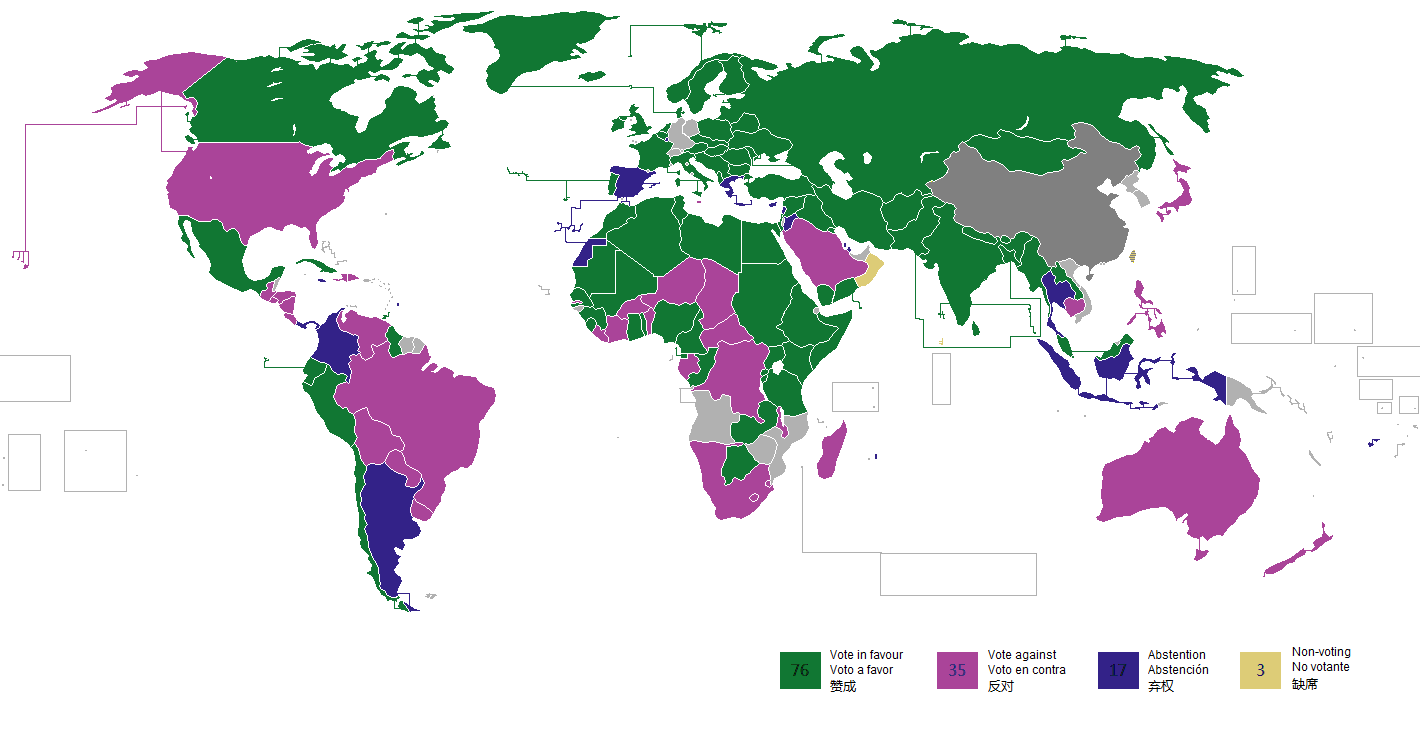
綠色國家表示在1971年的投票中反對中華民國續留聯合國，即《聯合國大會2758號決議》，其中包括古巴。

1912年，中華民國成立後，向古巴派駐外交代表。
1913年5月4日，中華民國與古巴建立公使級外交關係，中華民國公使多為兼任。
1919年，於首都北京設立古巴共和國駐中華民國公使館，並派駐公使。
1921年，於首都哈瓦那設立中華民國駐古巴共和國公使館，兼使改為專任公使。
1942年11月12日，駐古巴公使與古巴外交部長簽署《中華民國古巴共和國友好條約》。
1949年，中華民國政府遷台後，兩國繼續維持邦交，但古巴未派駐公使。
1957年3月，古巴於首都臺北復設公使館。
1957年8月23日，升格為大使級外交關係，兩國公使館升格為大使館，並派駐大使。
1959年1月，古巴革命後，親美的巴蒂斯塔政權被推翻。出任古巴總理的卡斯楚於1960年9月2日發表《哈瓦那宣言》，承認中华人民共和国。9月3日，中華民國與古巴斷交。
1971年10月25日，第26屆聯合國大會就古巴等23國所提出的「恢復中華人民共和國在聯合國的合法權利」議案進行表決。最終以76票贊成、35票反對、17票棄權的結果通過。根據《聯合國憲章》和聯合國大會議事規則，提案通過即成為正式決議，是為《聯合國大會2758號決議》。中華民國、馬爾地夫、阿曼等3國未投票。當時代表中國正統的中華民國政府，以外交部長周書楷為代表，在表決之前數小時，於大會上主動宣布退出聯合國。日後，中華民國政府將此決議稱為「排我納匪案」。
2016年4月14日，中華民國法務部長羅瑩雪到立法院司法及法制委員會就肯亞遣送台灣詐騙嫌犯至中國大陸事件進行專案報告，時代力量立委黃國昌就一名在巴拿馬被中華人民共和國發布紅色通緝令的台灣人，被送古巴途中跳樓自殺之事進行質詢。由於羅瑩雪提及時說出「然後他就死掉了」，其用詞讓黃國昌暴怒。羅瑩雪指出法務部接獲通報後，請示前行政院長毛治國、總統馬英九，馬英九指示法務部跟外交部、陸委會協商，尚未協商，「人就上飛機了」。黃國昌批評因為政府的遲延，人才會被送到古巴；羅瑩雪則反問哪邊遲延？雙方你來我往、互不示弱。

#### 反對中華民國參與世界衛生大會
1997年5月、2000年5月、2001年5月，古巴與其他數個國家在世界衛生大會（WHA）的總務委員會中，發言反對中華民國的邦交國所提「邀請中華民國（台灣）以觀察員身分參與世界衛生大會」案列入大會議程。
2002年1月14日，塞內加爾、格瑞那達、尼加拉瓜、瓜地馬拉及查德於2001年11月14－16日致函世界衛生組織（WHO）幹事長布琅蘭（Gro Harlem Brundtland），要求將「邀請中華民國以觀察員身分參加世界衛生大會」之提案列入2002年5月的第五十五屆世界衛生大會（WHA）討論，並盼WHO執行委員會能將該提案列入WHA之臨時議程。古巴執委發言要求執委會不應討論上述提案，此發言引發激烈辯論。最後古巴提出程序動議，建議不將邀請台灣以觀察員身分參加WHA之提案納入該執委會議程討論，並要求交付表決。會中隨即表決該項動議，計有北韓等20國贊成，友邦3國反對，英國等8國棄權，哈薩克缺席未參與投票。主席依表決結果宣布此案將不列入執委會討論。
2017年5月22日，世界衛生大會（WHA）開幕，在進入議程前，大會先行討論由總務委員會提交的議程建議，其中包括由中華民國11個友邦聯合提出的補充提案項目，邀請台灣以觀察員身分出席WHA。為了讓各方意見能夠充分表達，大會主席裁決進行二對二辯論，由邦交國聖文森及格瑞那丁與帛琉，以及中華人民共和國與古巴，分別代表正反方發言。古巴代表指出，《聯合國大會2758號決議》以及《WHA 25.1號決議》，都已處理過中華人民共和國做為唯一中國代表，參加WHA等相關會議的問題，因此大會應該將精力集中在重要的問題上。最後，總務委員會決定不排入議程。
2018年5月、2019年5月、2021年5月－2024年5月，古巴依舊在WHA總務委員會的二對二辯論中，封殺中華民國的邦交國將「邀請台灣以觀察員身分參與世界衛生大會」的提案列入大會議程。

## 經濟

### 貿易
| 年分 | 貿易總額   | 貿易總額 | 貿易總額 | 出口至古巴 | 出口至古巴 | 出口至古巴 | 自古巴進口 | 自古巴進口 | 自古巴進口 | 順逆差  |
| 年分 | 金額       | 年增減   | 排名     | 金額       | 年增減     | 排名       | 金額       | 年增減     | 排名       | 順逆差  |
| ---- | ---------- | -------- | -------- | ---------- | ---------- | ---------- | ---------- | ---------- | ---------- | ------- |
| 2017 | 11,760,892 | ▼30.7%   | 139      | 3,767,485  | ▼43.2%     | 147        | 7,993,407  | ▼22.6%     | 118        | 逆差▲   |
| 2018 | 14,043,878 | ▲19.4%   | 138      | 5,871,480  | ▲55.8%     | 143        | 8,172,398  | ▲2.2%      | 114        | 逆差▼   |
| 2019 | 12,303,122 | ▼12.4%   | 140      | 3,819,482  | ▼34.9%     | 156        | 8,483,640  | ▲3.8%      | 113        | 逆差▲   |
| 2020 | 10,836,570 | ▼11.9%   | 138      | 5,162,211  | ▲35.2%     | 140        | 5,674,359  | ▼33.1%     | 121        | 逆差▼   |
| 2021 | 8,085,135  | ▼25.4%   | 155      | 3,660,559  | ▼29.1%     | 157        | 4,424,576  | ▼22.0%     | 127        | 逆差▲   |
| 2022 | 10,821,306 | ▲33.8%   | 138      | 5,717,251  | ▲56.2%     | 146        | 5,104,055  | ▲15.4%     | 124        | 順差 -- |
| 2023 | 10,146,161 | ▼6.2%    | 140      | 3,247,472  | ▼43.2%     | 161        | 6,898,689  | ▲35.2%     | 114        | 逆差 -- |
| 2024 | 13,575,623 | ▲33.8%   | 141      | 1,224,197  | ▼62.3%     | 170        | 12,351,426 | ▲79.0%     | 108        | 逆差▲   |

2023年的兩國貿易項目如下：
出口至古巴的前10大項目為：聚縮醛、环氧树脂、醇酸樹脂、聚碳酸酯、聚丙烯酯與其他聚酯、聚醚；橡膠或塑料加工機或以此類原料製造產品之機械；苯乙烯之聚合物；不織布；內科、外科、牙科或兽医用儀器與用具；硫化橡膠製輸送或傳動帶、輪帶；電路開關、保護電路或連接電路用之電氣用具、光纖、光纖束、光纤电缆或光纖傳輸纜用之連接器；电动机與发电机；其他铝製品；液體或粉末之發射、散播或噴霧用機具、滅火器、噴槍、噴水蒸汽機或噴砂機與類似噴射機器等。
自古巴進口的前10大項目為：烟叶或雪茄菸、呂宋菸、小雪茄菸與紙菸；铜廢料與碎屑；甲殼類動物；鋁廢料與碎屑；手繪之绘画、素描與粉彩畫，美術拼貼與類似之裝飾匾；特殊物品，含進口未超過5萬新臺幣之小額報單與其他零星物品；未變性之乙醇以及烈酒、利口酒與其他含酒精成分之飲料；電話機（包括智能手机），以及其他傳輸或接收聲音、圖像之有線或无线网络通訊器具；咖啡、咖啡荳殼與荳皮、含咖啡成分之代替品；鑲嵌木、木雕刻品、木質珠寶箱或木製家具等。

## 簽證

持中華民國護照的中華民國國民簽證要求分布圖：入境古巴可以免簽證（2025年7月1日起改為電子簽證）。

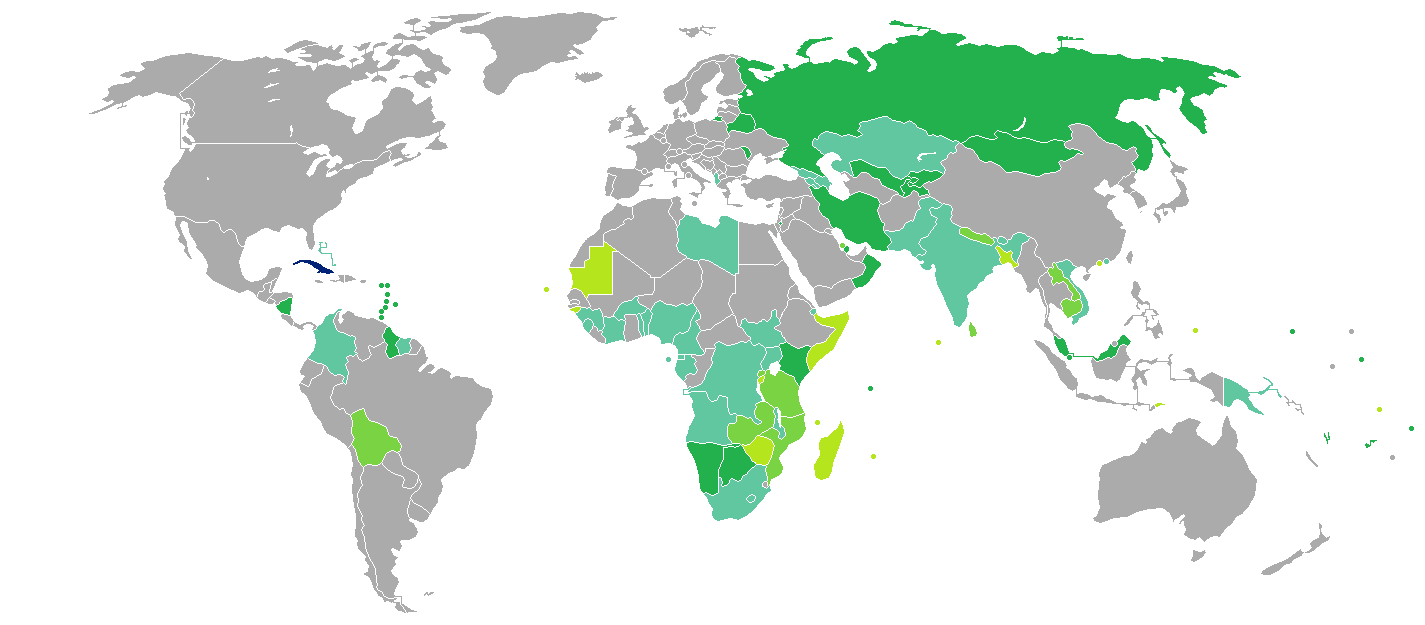
持古巴護照的古巴國民簽證要求分布圖：入境中華民國需要簽證。

古巴於2025年7月1日起全面實施電子簽證（eVisa-Cuba），現行核發停留最多30天的入境觀光卡（Tarjeta de turista）有效期限至2025年6月30日（中華民國外交部將古巴列為給予免簽證國家）。
持有古巴護照的古巴國民抵台參加由中央政府機關主辦、協辦或贊助之國際會議、運動賽事、商展或其他活動，可以電子簽證入境中華民國，停留最多30天並不得延期。

### 事件
2023年12月，有臺灣旅客以及加拿大臺僑前往古巴旅遊遭古巴海关以新政策規定為由，拒絕持中華民國護照入境。中華民國外交部對此表示，目前在古巴政府網頁資訊未見有關規定或公告，尚在查證中，並呼籲在資訊未明朗前，暫緩前往。

## 交通

### 航空

#### 客運
兩國無直航班機，可經由（不計航點遠近，截至2023年7月3日）：
- 臺北→伊斯坦堡、巴黎、羅馬、米蘭、法蘭克福、阿姆斯特丹、紐約、休士頓、多倫多、溫哥華（季節性飛古巴），再轉機前往古巴的國際機場。

## 外部連結
- 中華民國外交部－古巴共和國簡介 （页面存档备份，存于）
- 駐哥倫比亞台北商務辦事處
- 外交部領事事務局－國外旅遊警示分級表
- 中華民國衛生福利部－國際旅遊疫情建議等級
- 中華民國國際經濟合作協會 （页面存档备份，存于）